# 네바다51
네바다51는 대한민국의 4인조 인디 록 밴드이다. 2001년 마지막으로 열린 MBC 강변가요제의 대상 출신이다.

## 구성원
- 주붐(기타)
- 둥(베이스)
- 껌(드럼)

## 앨범 작품

### 정규
- 1집 <Thank You> (2006년)
- 2집 <Party Rock> (2011년)